# Erimar von der Osten
Erimar A. von der Osten fue un geólogo y paleóntolo venezolano hijo del arqueólogo alemán, que trabajara en el Instituto Oriental de Chicago Hans Henning von der Osten y Maria Isabel Baptista G. von der Osten liderizó varios proyectos arqueológicos para el Museo de Ciencias de Caracas previo al Terremoto de Caracas de 1967. 
Muchos de sus hallazgos y catálogos se encuentran en el Museo de Antropología e Historia de Maracay.
- Datos: Q5835825